# Devin Vassell
Devin Vassell (ur. 23 sierpnia 2000 w Suwanee) – amerykański koszykarz, występujący na pozycjach rzucającego obrońcy lub niskiego skrzydłowego, obecnie zawodnik San Antonio Spurs.

## Osiągnięcia
Stan na 2 grudnia 2020, na podstawie, o ile nie zaznaczono inaczej.
NCAA
- Uczestnik rozgrywek Sweet 16 turnieju NCAA (2019)
- Mistrz:
  - turnieju konferencji Atlantic Coast (ACC – 2020)
  - sezonu regularnego ACC (2020)
- MVP turnieju Emerald Coast Classic (2019)
- Zaliczony do:
  - I składu:
    - turnieju:
      - ACC (2020)
      - Emerald Coast Classic (2019)

    - All-ACC Academic (2020)

  - II składu ACC (2020)
  - składu ACC Academic Honor Roll (2019, 2020)
- Zawodnik tygodnia ACC (20.01.2020)